# Nahed Hattar
Nahed Hattar (en árabe: ناهض حتر‎; 1960 – 25 de septiembre de 2016) fue un escritor y periodista jordano de izquierda, graduado del Departamento de Sociología y Filosofía de la Universidad de Jordania, con maestría en filosofía del pensamiento salafista contemporáneo. Considerado el padrino del movimiento nacional de Jordania en la primera década del siglo actual, fue arrestado y encarcelado varias veces en 1977, 1979 y 1996, y sobrevivió a un intento de asesinato en 1998, lo que le llevó a someterse a varias cirugías. Se vio obligado a abandonar Jordania y refugiarse en el Líbano por razones de seguridad en 1998, pero más tarde regresó y vivió en Amán.
Tenía varias contribuciones a la crítica del Islam político, el pensamiento nacionalista árabe y la experiencia marxista árabe. Su principal aportación fue en el estudio de la construcción social de Jordania.
Hattar era periodista en el diario libanés Al-Akhbar, y desde septiembre del 2008 fue suspendido como escritor en los periódicos jordanos.
Nació en una familia cristiana, pero se identificaba como ateo.

## Acusaciones de "desprecio de Dios"
Las autoridades jordanas arrestaron a Hattar por compartir una caricatura en su página de Facebook, que fue considerada ofensiva a la divinidad, con el comentario: "Dios del Dáesh", que causó controversia en las redes sociales. Fue puesto en libertad bajo fianza el 8 de septiembre de 2016.

## Muerte
En la mañana del domingo 25 de septiembre de 2016, fue asesinado de tres balazos en la cabeza cerca del Palacio de Justicia en el área de Abdali, en Amán, mientras se dirigía a su audiencia en la corte. Según la policía jordana, se le dieron primeros auxilios y fue trasladado al hospital, pero murió poco después. El agresor fue detenido.